# Portal (Computerspiel)
Portal ist ein Computerspiel von Valve. Es wurde am 18. Oktober 2007 zusammen mit Half-Life 2: Episode Two und Team Fortress 2 in der Orange Box sowie als Einzeltitel bereits am 10. Oktober 2007 über die Spieleplattform Steam veröffentlicht. Ziel des Spieles ist es, mit dem Portalgerät, mit dem man Teleportationsportale erstellen kann, verschiedene Aufgaben zu meistern und Hindernisse zu überwinden. Die Handlung ist im Half-Life-Universum angesiedelt.
Digitale Verkäufe auf Steam ausgenommen, hat sich Portal bis April 2011 knapp 4 Millionen Mal verkauft.
Der Nachfolger Portal 2 erschien 2011.

## Handlung
Der Spieler schlüpft in die Rolle von Chell, einer jungen Frau, die als Testperson für die Forschungseinrichtung Aperture Science Enrichment Center der Aperture Laboratories fungiert. Aperture Laboratories ist ein Konkurrenzunternehmen der Black Mesa Research Facility, in der Half-Life spielt.
Die Handlung beginnt in einem nur mit dem Nötigsten ausgestatteten Glaskubus. In dieser sterilen, mit Überwachungskameras versehenen Umgebung wird der Spieler von der weiblichen Computerstimme des Genetic Lifeform and Disk Operating System „GLaDOS“ begrüßt und aufgefordert, an Tests teilzunehmen. Diese bestehen aus als „Testkammern“ bezeichneten Hindernisparcours, in denen unter anderem würfelformige Boxen gesucht und auf Bodenschaltern abgelegt werden müssen. Als Belohnung für den erfolgreichen Abschluss aller 19 Kammern wird immer wieder ein Kuchen versprochen (in der 19. Kammer wird sogar auf der Info-Tafel am Ende ein Kuchen angezeigt).
Schnell zeigt sich, dass GLaDOS über eine gespaltene Persönlichkeit verfügt, die zwischen Fürsorglichkeit, Gleichgültigkeit und später auch Feindseligkeit schwankt. Die Testkammern werden durch Säurebecken, Energiestrahlen und Selbstschussanlagen zunehmend lebensgefährlich. Neben kurzen Aussetzern GLaDOS’ und ihrer Fähigkeit, Euphemismen zu verwenden und zu lügen, wirken auch kleine Areale abseits der eigentlichen Testkammern beunruhigend. Dort befinden sich neben aus Computern improvisierten Kochern und Nahrungsvorräten Notizen wie She's watching you! („Sie beobachtet dich!“), The cake is a lie! („Der Kuchen ist eine Lüge!“) oder auch nur Help („Hilfe“) an den Wänden dieser relativ schmutzigen, düsteren Räume.
Am Ende der letzten Testkammer soll Chell auf einer beweglichen Plattform in eine Brennkammer gefahren und getötet werden – laut GLaDOS’ Aussage braucht sich die Protagonistin um die Ausrüstung von Aperture Science keine Sorgen zu machen, da sie für derart hohe Temperaturen ausgelegt sei. Chell kann aber dank des Portalgeräts entkommen. Die zweite Hälfte des Spiels handelt – begleitet von den wie gewohnt wechselmütigen und unterhaltsamen, teils mit umgekehrter Psychologie gefüllten Kommentaren der nun deutlich verärgerten GLaDOS – von der Flucht durch die Wartungsareale des Enrichment Centers, die keine Ähnlichkeiten mit den sterilen Testkammern aufweisen und offenbar schon seit langer Zeit verlassen sind. Auch in den Wartungsarealen begegnet Chell des Öfteren Notizen der Person, die schon vorher die Wände bekritzelt hatte, sie scheint aber zu diesem Zeitpunkt die einzige Person zu sein, die sich im Enrichment Center befindet. Neben Notizen hat diese Person an manchen Stellen auch Pfeile an die Wand gekritzelt, die dem Spieler den Weg zeigen.
Chell findet GLaDOS’ vermeintlichen Systemkern und in einem abschließenden Kampf gelingt es ihr, den Computer zu zerstören. Sie wird ohnmächtig und wacht anscheinend gerettet auf dem Parkplatz des Geländes zwischen brennenden Trümmern auf. Im Enrichment Center aktivieren sich einige Systeme, und ein Greifarm löscht die Kerze eines bereitstehenden Kuchens. Im Abspann singt GLaDOS, dass sie sich über den Erfolg Chells freue und weiterforschen werde, denn sie (GLaDOS) lebe und es gehe ihr gut (der Titel des Lieds ist Still Alive, also Noch am Leben).
Durch ein späteres Update wurde das Ende des Spiels in der PC-Version leicht geändert: Chell liegt nun nicht mehr nur auf dem Parkplatz, sondern wird dort von einem Roboter entdeckt und weggezogen.
Die Handlung selbst erzählt nur wenig über das Universum von Half-Life. Die einzigen Hinweise darauf sind eine projizierte Präsentation in zwei verlassenen Konferenzräumen, in dem die Forschungseinrichtung Black Mesa als Konkurrent dargestellt wird, sowie eine Erwähnung dieser im (humorvollen) Abschlusslied. In der (zusammen mit Portal veröffentlichten) Episode 2 von Half-Life 2 wird am Ende das Schiff Borealis von Aperture Science als Ziel der nächsten Episode offenbart.

## Spielprinzip

Portal-Effekt

Der Spieler hat die Möglichkeit, sich selbst oder Gegenstände zu teleportieren, um damit bestimmte Aufgaben zu lösen. Zu Beginn des Spiels erlangt der Spieler nach und nach Kontrolle über das mobile Portalgerät von Aperture Science, mit dem blaue oder orangefarbene Teleportationsportale per Schuss auf einer geeigneten Oberfläche erstellt werden können. Zu jedem Zeitpunkt kann nur höchstens ein Portal jeder Farbe existieren, ein neues ersetzt das alte. Materie – auch lebende, wie zum Beispiel der Spieler – und Licht kommen nach dem Eintritt in ein Portal ohne Zeitverzögerung aus dem anderen wieder heraus, Geschwindigkeit und Ausrichtung (bzw. Impuls und Drehimpuls) bleiben dabei unter Berücksichtigung des „Portal-Effekts“ erhalten. Zeigen beispielsweise die Portale in unterschiedliche Himmelsrichtungen, läuft man trotzdem aus dem Zielportal „geradeaus“ heraus, wenn man ins Ursprungsportal „geradeaus“ hineingelaufen ist. Die Geschwindigkeit hineingeworfener Gegenstände bleibt auch erhalten oder wie im Spiel beschrieben wird:

“Speedy thing goes in, speedy thing comes out.”

„Was schnell hineingeht, kommt auch schnell wieder heraus.“

Die Farbe dient nur der Unterscheidbarkeit, beide Portale können in beide Richtungen genutzt werden. Auch ein Verweilen „innerhalb“ der Portale ist möglich. Existieren beide Portale, sind nur deren Ränder farbig und man kann, wie durch ein Fenster, durch sie hindurch aus dem jeweils anderen Portal herausblicken.
Durch diese Eigenschaften hat der Spieler viele Möglichkeiten, Hindernisse wie säuregefüllte Schluchten, Metall- oder Glaswände zu umgehen. Eine fortgeschrittene Technik besteht darin, in Decke und Boden übereinander liegende Portale zu erstellen, durch die man im freien Fall eine hohe Geschwindigkeit aufbauen kann, um dann das Deckenportal umzusetzen und dank der eigenen Trägheit sehr weit oder hoch geschleudert zu werden.
Vom Spieler geht in Portal keine Gewalt gegen Menschen aus, allerdings schwebt die Protagonistin während des Spieles aufgrund des feindseligen Computer-Gegenspielers oft in Lebensgefahr. Das Blut des Hauptcharakters ist dabei in der deutschen Version grau eingefärbt.

### Editor
Durch den dem Spiel beigelieferten Map-Editor (Valve Hammer Editor, kurz VHE), können Spieler eigene Karten/Level (=Maps) erstellen und diese im Internet zum Herunterladen anbieten.
Schon kurz nach dem Erscheinen von Portal haben sich Fanseiten, die sich diesem Thema widmen, gebildet.

## Entwicklungs- und Veröffentlichungsgeschichte
Portal gilt als inoffizieller Nachfolger der 2005 erschienenen Freeware-Technologiedemo Narbacular Drop, die als Studienprojekt von Nuclear Monkey Software am DigiPen Institute of Technology entwickelt wurde. Das Spiel zeigt einige Parallelen zu Portal wie zum Beispiel die blauen und orangefarbenen Portale. Das komplette Entwicklungsteam wurde von Valve für die Entwicklung von Portal engagiert.
Die Story wurde zusammen mit dem Half-Life-Autor Marc Laidlaw geschrieben, die Monologe GLaDOS’ und der Selbstschussanlagen entstammen den Autoren der erfolgreichen, aber mittlerweile eingestellten Computerspiele-Bewertungsseite Old Man Murray.
Im Januar 2008 veröffentlichte Valve eine spezielle Demoversion des Spiels mit dem Titel Portal: The First Slice, die kostenlos für alle Steam-Benutzer, die eine Grafikkarte von Nvidia verwenden, ist. Diese Aktion war Teil einer Zusammenarbeit zwischen den beiden Unternehmen.
Im Handel war es anfangs nur als Bestandteil der Orange Box verfügbar und in Deutschland daher erst ab 18 Jahren erhältlich, obwohl es wenig direkte physische Gewalt beinhaltet. Die am 18. März 2008 von der USK geprüfte Vollversion des Spiels erhielt eine Freigabe ab 12 Jahren. Für die Xbox 360 erschien am 22. Oktober 2008 das Spiel unter dem Titel Portal: Still alive, das größtenteils geänderte Maps gegenüber dem Originalspiel hat, während die Handlung identisch bleibt.
Vom 12. bis 24. Mai 2010 konnte das Spiel im Zuge der Veröffentlichung für macOS von jedem Besitzer eines Steam-Accounts kostenlos heruntergeladen und ohne weitere Einschränkungen gespielt werden.
Am 28. Juni 2022 erschien das Spiel zusammen mit seinem Nachfolger Portal 2 im Rahmen der Begleiterkollektion für die Nintendo Switch.
Am 8. Dezember 2022 veröffentlichte Nvidia Lightspeed Studios eine generalüberholte Version von Portal mit Path-Tracing-Implementierung namens Portal RTX, die für alle Besitzer des Originalspiels kostenfrei heruntergeladen werden kann. Das Spiel dient in erster Linie als spielbare Techdemo, um die Leistung der Grafikkarten der GeForce-40er-Reihe zu demonstrieren.

### Portal 2
Ein Nachfolger des Spiels mit dem Titel Portal 2 wurde offiziell am 5. März 2010 von Valve bestätigt und erschien am 19. April 2011 für PC und Mac via Steam sowie am 21. April 2011 im Handel für die Plattformen Xbox 360 und PlayStation 3.
Für die Ankündigung der PC-Version nutzte Valve eine spezielle Art der Ankündigung. Am 1. März 2010 wurde ein unangekündigtes Update für Portal bereitgestellt, welches laut Changelog folgendes änderte:

“Changed radio transmission frequency to comply with federal and state spectrum management regulations”

„Funkfrequenz geändert, um den Regulierungen des staatlichen Bandbreitenmanagements zu entsprechen“

Die Endsequenz von Portal wurde mit diesem Update erweitert, gleichzeitig wurde eine neue Errungenschaft hinzugefügt, welche durch richtiges Positionieren von 26 Radios im Spiel erreicht wird. Dies führte zu einem komplexen Alternate Reality Game in Form einer Schnitzeljagd, welches inzwischen jedoch als beendet betrachtet wird.
Portal 2 ist neben den Plattformen Windows, macOS und Linux auch für die Konsolen Xbox 360 und PlayStation 3 verfügbar. Hierbei gestaltet sich die Integration für die PlayStation 3 jedoch enger als für die Xbox 360. So enthält die PS3-Version einen Key für eine PC-Installation via Steam (Steam Play) und unterstützt auch die Steam Cloud, welche die optionale Speicherung von Spielständen im Internet ermöglicht. Auch ist es erstmals möglich, systemübergreifend kooperativ zu spielen. Jonathan Coulton, der Komponist des Liedes Still Alive, hat auch bei dem Nachfolger Lieder komponiert.
Portal 2 erreichte auf dem PC, der PS3 und der Xbox 360 einen Metascore von 95 aus 100 Punkten.

## Rezeption
Portal wurde mehrfach mit Preisen ausgezeichnet, wie z. B. „Spiel des Jahres“ bei den Game Developers Choice Awards im Mai 2008, sowie mehreren Preisen für das „Innovativste Spielprinzip“ oder „Bester Charakter“ für die GLaDOS-KI. Sogar Ben Croshaw alias Yahtzee, der durch forsche und unerbittliche Kritik in seinen Zero Punctuation Reviews bekannt ist, lobte das Spiel mit den Worten: „Mir fällt keinerlei Kritik für Portal ein […] Portal ist großartig und wer etwas anderes denkt, muss dämlich sein“.
Portal gewann bei den MTV Game Awards 2008 die Preise Living In A Box für das beste In-Game-Item, die Portal Gun, und wurde nominiert in den Kategorien Game of the Year und Best Supporting Role für den In-Game-Gegenstand „Companion Cube“.
Am 29. November 2012 gab das Museum of Modern Art den Erwerb von 14 Computerspielen, darunter Portal, für eine neue Design-Dauerausstellung in den Philip Johnson Galleries ab März 2013 bekannt. In der Bekanntmachung wurden die Titel als herausragende Vertreter im Bereich des Interaktionsdesigns bezeichnet. Kriterien waren demnach neben der visuellen Qualität und der ästhetischen Erfahrung sämtliche Aspekte, die zur Gestaltung der Interaktion beitragen, etwa die Eleganz des Programmcodes oder das Design des Spielerverhaltens.